# Canton de Mourmelon-Vesle et Monts de Champagne
Le canton de Mourmelon-Vesle et Monts de Champagne est une circonscription électorale française du département de la Marne.

## Histoire
Un nouveau découpage territorial de la Marne entre en vigueur à l'occasion des élections départementales de 2015. Il est défini par le décret du 21 février 2014, en application des lois du 17 mai 2013 (loi organique 2013-402 et loi 2013-403). Les conseillers départementaux sont, à compter de ces élections, élus au scrutin majoritaire binominal mixte. Les électeurs de chaque canton élisent au Conseil départemental, nouvelle appellation du Conseil général, deux membres de sexe différent, qui se présentent en binôme de candidats. Les conseillers départementaux sont élus pour 6 ans au scrutin binominal majoritaire à deux tours, l'accès au second tour nécessitant 12,5 % des inscrits au 1er tour. En outre la totalité des conseillers départementaux est renouvelée. Ce nouveau mode de scrutin nécessite un redécoupage des cantons dont le nombre est divisé par deux avec arrondi à l'unité impaire supérieure si ce nombre n'est pas entier impair, assorti de conditions de seuils minimaux. Dans la Marne, le nombre de cantons passe ainsi de 44 à 23.
Le canton de Mourmelon-Vesle et Monts de Champagne est formé de communes des anciens cantons de Beine-Nauroy (12 communes), de Verzy (16 communes) et de Suippes (9 communes). Avec ce redécoupage administratif, le territoire du canton s'affranchit des limites d'arrondissements, avec 28 communes incluses dans l'arrondissement de Reims et 9 dans celui de Châlons-en-Champagne. Le bureau centralisateur est situé à Mourmelon-le-Grand.

## Représentation
| Période élective | Période élective | Mandat | Mandat   | Identité                | Nuance | Nuance | Qualité |
| ---------------- | ---------------- | ------ | -------- | ----------------------- | ------ | ------ | --- |
| 2015             | 2021             | 2015   | 2021     | Sylvie Gérard-Maizières |        | DVD    | Chef d'exploitation viticole et touristique à Trépail Vice-Présidente du Conseil départemental (bâtiments, collèges) |
| 2015             | 2021             | 2015   | 2021     | Alphonse Schwein        |        | LR     | Agriculteur, maire de Vaudesincourt (2001 → 2020) Conseiller général de Beine-Nauroy (1998 → 2015) Vice-président de la CC des Rives de la Suippe (2014 → ) Vice-Président du Conseil départemental (Voirie - Eau - Assainissement) |
| 2021             | 2028             | 2021   | en cours | Sylvie Gerard-Maizières |        | DVD    | Conseillère sortante 10ème vice-présidente chargée des Bâtiments |
| 2021             | 2028             | 2021   | en cours | Alphonse Schwein        |        | LR     | Conseiller sortant |

### Résultats détaillés

#### Élections de mars 2015
À l'issue du 1er tour des élections départementales de 2015, deux binômes sont en ballottage : Jean-Louis Picot et Jacqueline Visbecq (FN, 32,34 %) et Sylvie Gerard-Maizieres et Alphonse Schwein (UMP, 28,39 %). Le taux de participation est de 50,39 % (8 742 votants sur 17 347 inscrits) contre 48,93 % au niveau départemental et 50,17 % au niveau national.
Au second tour, Sylvie Gerard-Maizieres et Alphonse Schwein (UMP) sont élus avec 62,45 % des suffrages exprimés et un taux de participation de 49,11 % (4 872 voix pour 8 520 votants et 17 348 inscrits).

#### Élections de juin 2021
Le premier tour des élections départementales de 2021 est marqué par un très faible taux de participation (33,26 % au niveau national). Dans le canton de Mourmelon-Vesle et Monts de Champagne, ce taux de participation est de 30,72 % (5 446 votants sur 17 728 inscrits) contre 28,76 % au niveau départemental. À l'issue de ce premier tour, deux binômes sont en ballottage : Sylvie Gerard-Maizières et Alphonse Schwein (DVD, 66,71 %) et Georgina Bazin et Christophe Morieux (RN, 33,29 %).
Le second tour des élections est marqué une nouvelle fois par une abstention massive équivalente au premier tour. Les taux de participation sont de 34,36 % au niveau national, 29,32 % dans le département et 29,92 % dans le canton de Mourmelon-Vesle et Monts de Champagne. Sylvie Gerard-Maizières et Alphonse Schwein (DVD) sont élus avec 68,23 % des suffrages exprimés (3 443 voix pour 5 307 votants et 17 737 inscrits),,.

## Composition
Le canton de Mourmelon-Vesle et Monts de Champagne comprend trente-sept communes entières.
| Nom                                             | Code Insee | Intercommunalité           | Superficie (km2) | Population (dernière pop. légale) | Densité (hab./km2) | Modifier                                    |
| ----------------------------------------------- | ---------- | -------------------------- | ---------------- | --------------------------------- | ------------------ | ------------------------------------------- |
| Mourmelon-le-Grand (bureau centralisateur)      | 51388      | CA de Châlons-en-Champagne | 23,21            | 4 984 (2022)                      | 215                | modifier les données · modifier les données |
| Aubérive                                        | 51019      | CU Grand Reims             | 27,50            | 247 (2022)                        | 9,0                | modifier les données · modifier les données |
| Baconnes                                        | 51031      | CA de Châlons-en-Champagne | 20,86            | 292 (2022)                        | 14                 | modifier les données · modifier les données |
| Beaumont-sur-Vesle                              | 51044      | CU Grand Reims             | 5,69             | 770 (2022)                        | 135                | modifier les données · modifier les données |
| Bétheniville                                    | 51054      | CU Grand Reims             | 17,74            | 1 270 (2022)                      | 72                 | modifier les données · modifier les données |
| Billy-le-Grand                                  | 51061      | CU Grand Reims             | 7,26             | 139 (2022)                        | 19                 | modifier les données · modifier les données |
| Bouy                                            | 51078      | CA de Châlons-en-Champagne | 22,46            | 536 (2022)                        | 24                 | modifier les données · modifier les données |
| Chigny-les-Roses                                | 51152      | CU Grand Reims             | 4,38             | 525 (2022)                        | 120                | modifier les données · modifier les données |
| Dontrien                                        | 51216      | CU Grand Reims             | 12,66            | 259 (2022)                        | 20                 | modifier les données · modifier les données |
| Époye                                           | 51232      | CU Grand Reims             | 15,35            | 417 (2022)                        | 27                 | modifier les données · modifier les données |
| Livry-Louvercy                                  | 51326      | CA de Châlons-en-Champagne | 30,74            | 1 083 (2022)                      | 35                 | modifier les données · modifier les données |
| Ludes                                           | 51333      | CU Grand Reims             | 12,22            | 691 (2022)                        | 57                 | modifier les données · modifier les données |
| Mailly-Champagne                                | 51338      | CU Grand Reims             | 10,06            | 622 (2022)                        | 62                 | modifier les données · modifier les données |
| Montbré                                         | 51375      | CU Grand Reims             | 3,08             | 380 (2022)                        | 123                | modifier les données · modifier les données |
| Mourmelon-le-Petit                              | 51389      | CA de Châlons-en-Champagne | 12,19            | 806 (2022)                        | 66                 | modifier les données · modifier les données |
| La-Neuville-au-Temple                           | 51485      | CA de Châlons-en-Champagne | 16,41            | 574 (2022)                        | 35                 | modifier les données · modifier les données |
| Les Petites-Loges                               | 51428      | CU Grand Reims             | 4,87             | 483 (2022)                        | 99                 | modifier les données · modifier les données |
| Pontfaverger-Moronvilliers                      | 51440      | CU Grand Reims             | 31,52            | 1 738 (2022)                      | 55                 | modifier les données · modifier les données |
| Prosnes                                         | 51447      | CU Grand Reims             | 32,79            | 485 (2022)                        | 15                 | modifier les données · modifier les données |
| Rilly-la-Montagne                               | 51461      | CU Grand Reims             | 8,87             | 1 009 (2022)                      | 114                | modifier les données · modifier les données |
| Saint-Hilaire-le-Petit                          | 51487      | CU Grand Reims             | 22,76            | 353 (2022)                        | 16                 | modifier les données · modifier les données |
| Saint-Martin-l'Heureux                          | 51503      | CU Grand Reims             | 13,66            | 91 (2022)                         | 6,7                | modifier les données · modifier les données |
| Saint-Masmes                                    | 51505      | CU Grand Reims             | 6,58             | 527 (2022)                        | 80                 | modifier les données · modifier les données |
| Saint-Souplet-sur-Py                            | 51517      | CU Grand Reims             | 21,20            | 129 (2022)                        | 6,1                | modifier les données · modifier les données |
| Selles                                          | 51529      | CU Grand Reims             | 11,34            | 446 (2022)                        | 39                 | modifier les données · modifier les données |
| Sept-Saulx                                      | 51530      | CU Grand Reims             | 18,30            | 689 (2022)                        | 38                 | modifier les données · modifier les données |
| Trépail                                         | 51580      | CU Grand Reims             | 8,37             | 434 (2022)                        | 52                 | modifier les données · modifier les données |
| Vadenay                                         | 51587      | CA de Châlons-en-Champagne | 19,65            | 236 (2022)                        | 12                 | modifier les données · modifier les données |
| Val-de-Vesle                                    | 51571      | CU Grand Reims             | 37,15            | 992 (2022)                        | 27                 | modifier les données · modifier les données |
| Vaudemange                                      | 51599      | CU Grand Reims             | 13,12            | 340 (2022)                        | 26                 | modifier les données · modifier les données |
| Vaudesincourt                                   | 51600      | CU Grand Reims             | 12,64            | 106 (2022)                        | 8,4                | modifier les données · modifier les données |
| Verzenay                                        | 51613      | CU Grand Reims             | 10,62            | 999 (2022)                        | 94                 | modifier les données · modifier les données |
| Verzy                                           | 51614      | CU Grand Reims             | 13,37            | 958 (2022)                        | 72                 | modifier les données · modifier les données |
| Ville-en-Selve                                  | 51623      | CU Grand Reims             | 8,84             | 296 (2022)                        | 33                 | modifier les données · modifier les données |
| Villers-Allerand                                | 51629      | CU Grand Reims             | 12,30            | 934 (2022)                        | 76                 | modifier les données · modifier les données |
| Villers-Marmery                                 | 51636      | CU Grand Reims             | 10,73            | 558 (2022)                        | 52                 | modifier les données · modifier les données |
| Canton de Mourmelon-Vesle et Monts de Champagne | 5110       |                            | 560,49           | 25 398 (2022)                     | 45                 | modifier les données                        |

## Démographie
En 2022, le canton comptait 25 398 habitants, en évolution de +0,48 % par rapport à 2016 (Marne : −1,19 %, France hors Mayotte : +2,11 %).
| 2013   | 2018   | 2022   |
| ------ | ------ | ------ |
| 25 204 | 25 253 | 25 398 |